# Tabarak Dar
Tabarak Dar (ur. 3 maja 1976 w Mirpur) – krykiecista narodowości pakistańskiej występujący w reprezentacji Hongkongu. Specjalizuje się w grze na pozycji odbijającego, choć w debiucie na międzynarodowej arenie w ICC Trophy w 2001 roku korzystnie zaprezentował się także jako bowler. 
Wystąpił w dwóch meczach pierwszoklasowych i jednym jednodniowym.